# Telagrion nathaliae
Telagrion nathaliae är en trollsländeart som beskrevs av Lencioni 2004. Telagrion nathaliae ingår i släktet Telagrion och familjen dammflicksländor. Inga underarter finns listade i Catalogue of Life.